# قانون بيرلي
قانون بيرلي (Byerlee's law) هو قانونٌ فيزيائيٌّ تم اشتقاقه على أساس تجربةٍ علمية، والذي يهيئ حالات الإجهاد في طبقة القشرة الأرضية التي يحدث عندها الانكسار مع حدوث الفالق أو الصدع، وقد تم تحديد هذه العلاقة على يد الجيوفيزيائي الأمريكيّ جيمس بيرلي، وذلك باستخدام بياناتٍ تجريبية لحل مقياس رسوب مور وكولومب 
ويعد مقياس مور وكولومب (Mohr-Coulombs criterion) دالةً خطية لإجهاد القص على الإجهاد الناظمي أو المتعامد عند نقطة الانكسار داخل المادة:
{\displaystyle \tau =S_{0}+\mu (\sigma _{n}-P_{f})}
حيث تُعَبِّرُ {\displaystyle \tau } عن إجهاد القص و{\displaystyle \sigma _{n}} عن الإجهاد المتعامد، وتمثل {\displaystyle S_{0}} التماسك أو المقاومة الداخلية للمادة، بينما ترمز القيمة {\displaystyle P_{f}} إلى ضغط الماء المسامي داخل الصخور، والذي يعد ثابتًا على نطاقٍ محدود بالإضافة إلى إضعافه لصلابة الصخر، وقد وجد (بيرلي) أنَّه في القشرة العلوية يمكن تبسيط المقياس إلى:
{\displaystyle \tau =0.85\sigma _{n}}
للإجهاد المتعامد الذي يصل إلى 200 ميجا باسكال،
{\displaystyle \tau =50+0.6\sigma _{n}}
للإجهاد المتعامد الذي يتخطى 200 ميجا باسكال، وفي كلٍ من المعادلتين يتم قياس إجهاد القص بوحدة ميجا باسكال.
إلا أنَّ القشرة الأرضية بعيدةٌ كل البعد عن كونها مادةٍ متجانسة؛ حيث تتكون من أنواعٍ عدة من الصخور، وبالتالي يمكن أنْ يختلف مكان الثوابت المادية، وعلى الرغم من أنَّ قانون بيرلي يُعد مبسطًا، إلا أنَّه أيضًا قيمةٌ تقريبية جيدة بصورةٍ كافية لجميع المواقف تقريبًا، ويصبح القانون أقل دقةً عند ارتفاع الإجهادات ودرجات الحرارة عن المعدلات الطبيعية في القشرة العلوية (مثلاً عند درجات الحرارة التي تتعدى 400 درجة مئوية)